# State highway

Een witte cirkel met daarin een schreefloos cijfer is de standaardaanduiding voor state highways in de VS, maar verschillende staten hebben een eigen systeem.

Een state highway, state route of state road, soms afgekort als SR, zoals in SR 375 (binnen Nevada de korte naam voor Nevada State Route 375, hoewel ook wel HWY 375 wordt gebruikt, naar de algemenere term highway) is een soort weg in enkele Engelssprekende landen met deelstaten, zoals de Verenigde Staten en Australië.
Wegen beantwoorden aan de definitie van een state highway als ze per staat genummerd worden, in plaats van op nationaal niveau, en/of door de deelstaten onderhouden worden. De wegen worden met routenummers genummerd om het autorijden te vergemakkelijken. In de Verenigde Staten staan state highways, in de hiërarchie van wegen, onder de nationale snelwegen, zoals de U.S. Routes en de Interstates.